# Gouania meyenii
Gouania meyenii là một loài thực vật có hoa trong họ Táo. Loài này được Steud. mô tả khoa học đầu tiên năm 1840.